# David Lindsay-Abaire
David Lindsay-Abaire (Boston, 30 de noviembre de 1969) es un dramaturgo, guionista y letrista estadounidense, especialmente conocido por su obra Rabbit Hole, por la que recibidó en 2007 el Premio Pulitzer, además de numerosas candidaturas a los Premios Tony. Él mismo escribió el guion de la película homónima estrenada en 2010, producida y protagonizada por Nicole Kidman. Lindsay-Abaire ha recibido encargos de instituciones como el Dance Theater Workshop y la Fundación Jerome. En 2016, Lindsay-Abaire fue nombrado codirector del Programa para dramaturgos americanos «Lila Acheson Wallace» de la Escuela Juilliard.

## Años de estudio y aprendizaje
Estudió en la Academia Milton y se especializó en teatro en el Sarah Lawrence College, donde se graduó en 1992.
Fue admitido en el Programa de Dramaturgos Americanos Lila Acheson Wallace de la Escuela Juilliard, donde escribió bajo la tutela de los dramaturgos Marsha Norman y Christopher Durang entre 1996 y 1998.
Entre sus influencias, el propio Lindsay-Abaire ha reconocido las siguientes:

Me gusta el trabajo de Chris (Christopher Durang). Y no creo que haya texto escrito sobre mí que no mencione el hecho de que él y yo vivimos en el mismo mundo. Bueno, creo que también he recibido la influencia de John Guare, Tina Howe y de viejos amigos como Feydeau, Ionesco y Joe Orton.

## Carrera teatral
El primer éxito teatral de Lindsay-Abaire fue Fuddy Meers, obra que participó en un taller de la Conferencia Nacional de Dramaturgos que se celebró en el Eugene O'Neill Memorial Theater Center de Waterford (Connecticut), bajo la dirección artística de Lloyd Richards. Fuddy Meers se estrenó en el Manhattan Theatre Club del Off-Broadway y estuvo en cartel desde el 2 de noviembre de 1999 hasta enero de 2000, cuando se trasladó al Teatro Minetta Lane, donde se representó entre el 27 de enero de 2000 hasta abril de ese año.
Otras obras suyas escritas en este periodo son A Devil Inside (Off-Broadway, 1997), Dotting and Dashing (1999) y Snow Angel (1999).

Entre 1997 y 1999 escribió The Li'l Plays, un conjunto de cinco comedias breves (cada una de ellas dura unos diez minutos).
En 2001 regresó al Manhattan Theatre Club con su obra Wonder of the World, protagonizada por Sarah Jessica Parker. Trata sobre una mujer que abandona de inesperadamente a su marido y toma un autobús que la lleva a las cataratas del Niágara, donde espera encontrar la libertad, la serenidad y el sentido de la vida.
En 2000 escribió Kimberly Akimbo.

### Rabbit Hole/Los universos paralelos
Estrenó en Broadway su obra Rabbit Hole en 2006, protagonizada por Cynthia Nixon, Tyne Daly y John Slattery. Con ella ganó el Premio Pulitzer de 2007, en la categoría de Drama. Fue candidata de los Premios Tony, entre otras categorías, a mejor obra. Por su parte, Cynthia Nixon ganó el Tony a la mejor actriz por su actuación en eta obra.
En marzo de 2017 se estrenó en España con el título de Los universos paralelos dirigida por David Serrano. El reparto original estaba compuesto por Daniel Grao, Carmen Balagué, Belén Cuesta, Itzan Escamilla y Malena Alterio, que se estrenaba sobre las tablas con un papel protagonista. En 2018 el reparto estaba compuesto por Malena Alterio, Juan Carlos Vellido, Carmen Balagué, Ángela Cremonte y Álex Postigo.
Escribió el libreto del musical High Fidelity,que se estrenó en Broadway en diciembre de 2006.

### Shrek the Musical
Lindsay-Abaire fue el autor del libreto y de las letras de las canciones del musical Shrek the Musical que estuvo en escena en Broadway entre el 8 de noviembre de 2008 (cuando fue su preestreno) hasta el 3 de enero de 2010 (se hicieron 441 funciones) y, a partir de mayo de 2011, en el teatro West End.. Por esta obra, el autor fue candidato al Premio Tony al mejor libreto musical (2009)

### Good People/Buena gente
Su obra Good People se estrenó en Broadway el 3 de marzo de 2011. Sus protagonistas fueron Frances McDormand y Tate Donovan. La actriz Frances McCormand ganó un premio Tony en la categoría de mejor actriz (Good People también era candidata a mejor obra).
En enero de 2015 se estrena en España con el título de Buena gente dirigida y adaptada por David Serrano. El reparto estaba compuesto por Verónica Forqué, Juan Fernández, Pilar Castro, Susi Sánchez y Diego Paris.

### Ripcord
En el Manhattan Theatre Club del Off-Broadway se estrenó su obra Ripcord el 20 de octubre de 2015. Estaba dirigida por David Hyde Pierce e interpretada por Marylouise Burke, Rachel Dratch, Glenn Fitzgerald y Holland Taylor. La obra trata sobre dos compañeros de vivienda que, según la revista Variety comienzan a idear tretas... para atormentarse el uno al otro.

## Cine
Lindsay-Abaire ha escrito los guiones de Robots (2005), Corazón de tinta (2008), Poltergeist (2015), Rabbit Hole (para la que adaptó su propia obra de teatro homónima)
 y El origen de los guardianes (2012, película de DreamWorks Animation basada en un relato del escritor William Joyce). También coescribió el guion de Oz the Great and Powerful (2013).

## Vida personal
Lindsay-Abaire está casado con la actriz Christine Lindsay-Abaire. Viven en Brooklyn, Nueva York.